# Alcibiade Diamandi
Alcibiade Diamandi o Alkiviadis Diamandi o Alcibiad Diamandi (a volte pronunciato Diamanti, Diamandis, Diamantis; Samarina, 13 agosto 1893 – Bucarest, 9 luglio 1948) è stato un politico greco.

## Biografia
Fu un politico arumeno (Valacco) in Grecia, attivo durante la prima e seconda guerra mondiale in connessione con i funzionari d'Italia che avevano occupato parte della Grecia.
Nel 1917 fu uno dei partecipanti per l'organizzazione del Principato del Pindo.
Nel 1926, Diamandi fu Consul di Romania a Saranda, Albania.
Nel 1941-1942 fu il capo della Legione Romana dei Valacchi, un'organizzazione di Valacchi che collaboró con le forze di occupazione italiane in Grecia: in Tessaglia, parte dell'Epiro e della Macedonia.
Nel 1942 si rifugiò in Romania e il suo successore fu Nicola Matussi. Morì in Romania nel 1948.